# Göta älv
Göta älv er med sine 92 km Sveriges mest vandrige elv. Den har sit udspring i søen Vänern og løber ud i Kattegat ved den svenske vestkyst. Højdeforskellen mellem Vänern og udløbet i Kattegat er 44 meter. Elven gennemstrømmes af 544 m3 vand i sekundet. Fra kilden til havet regnes Göta älv og Klarälven tilsammen for Sveriges længste flod.
Elven tager sin begyndelse ved Vargön øst for byen Vänersborg og bevæger sig via faldene ved Trollhättan og Lilla Edet sydpå til Kungälv, hvor den deles i to arme af øen Hisingen. Nord for Hisingen går Nordre älv mod sydvest, mens Göta älv fortsætter sydpå til Göteborg i Älvsborgsfjorden.
Göta älv udgør størstedelen af Trollhätte kanal, der består af 82 km af den sejlbare del af elven samt et i alt 10 km langt kanalsystem med 6 sluser, der gør det muligt for større skibe at passere bl.a. faldene på 32 meter ved Trollhättan.
5000 lastskibe sejler årligt gennem elven, og i løbet af sommersæsonen passerer yderligere ca. 5.000 fritidsbåde. Der fragtes årligt ca. 3,5 millioner tons gods på elven. Driften af kanalen varetages af det svenske Sjöfartsverket

## Geografi
Göta älv er Vänerns eneste afvandingskanal. Vänern er med en overflade på 5.400 km² Europas tredjestørste indsø, og udgør drikkevandsgrundlaget for ca. 10 % af Sveriges befolkning. Der lever 37 forskellige fiskearter i Göta älv og dens bifloder, hvilket gør elven til en af Sveriges mest artsrige. Laks og havørred vandrer i elven.
Mod nord ved elvens begyndelse er jordlaget beskedent. Skrænterne langs elven er flere steder stejle og bjergrige. Landskabet omkring elven er præget af store niveauforskelle dannet af bjerglandskab og områder med dybe sedimenter af ler. Vest for elven ligger bjerge med store skovområder. Mod syd og sydøst flader dalgangen ud og består hovedsagelig af meget dybe lerlag.
Göta älv løber ud i Älvborgsfjorden. Flere områder langs elven indgår som mellemstation for mange trækfugle.

## Historie
Fortidsminder vidner om, at der har boet mennesker langs Göta älv i tusinder af år. De første mennesker bosatte sig omkring vandfaldene ved Lilla Edet, Trollhättan og Vargön øst for Vänersborg. Ifølge sagnene sejlede den norske vikingekonge Harald Hårderåde med en flåde på 60 skibe hele vejen op ad elven i til Vänern i 1064. Göta elv var på grund af faldene ikke sejlbar i sin fulde længde, så skibene måtte trækkes på land og slæbes forbi vandfaldene.
Göta älv har været en af Sveriges vigtigste handels- og transportveje gennem hele landets historie. I middelalderen opstod egentlige bysamfund ved vandfaldene og langs elven baseret på transport, handel, fiskeri og håndværk. De mindre skibe kunne man fortsat trække forbi faldene, men det meste fragt og gods blev omlastet i Värnersborg og Lilla Edet. Mellem de to byer foregik transporten med heste- og oksekærre, indtil man igen kunne fortsætte med skib.
Energien i vandfaldene kunne udnyttes, og især møllerne og savværkerne oplevede fremgangstider. Elven blev en vigtig indtægtskilde for store dele af Sverige. Den svenske konge Johan 3. iværksatte i 1580'erne derfor planer om at bygge en sluse ved Lilla Edet for at lette skibstrafikken. Det skulle dog vare indtil 1604, inden man begyndte at bygge det, der skulle blive Sveriges første sluse.
Da Lilla Edets sluss kunne tages i brug 1607, blev det muligt at sejle hele vejen fra kysten og op til Trollhättan. Slusen blev ødelagt flere gange i krigene mod Danmark, men blev altid genopbygget. Byen Lilla Edet oplevede i årene fremover sin storhedstid. Slusen blev forbedret mellem 1639 og 1642 og igen mellem 1782 og 1784.
Ved et jordskred den 10. juli 1648 ved Intagan skred 27 hektar langs skrænten i Göta älv. Skreddet fyldte elven med ler og jord. De opdæmmede vandmasser forårsagede en større oversvømmelse, der kostede mere end 85 mennesker livet. Flere huse og skibe blev ødelagte. Skreddet er det mest voldsomme i elvens historie. Det tidligste jordskred, man har dokumenteret, indtraf i 1150 ved Bohus.
I 1752 åbnedes Brinkebergskulle sluss ved Vänersborg for trafik, hvilket muliggjorde sejlads mellem Göta älv og Vänern. Trollhättan var nu eneste sted på elven, hvor man ikke kunne komme videre ad vandvejen. Slusen var tegnet af den svenske videnskabsmand Christopher Polhem.
Polhem stod også bag et byggeri i 1749 af en dam og tre sluser, kaldet Polhems slussled ved Trollhättan. I 1753 var den mellemste sluse, Polhems sluss, klar, og i 1754 fulgte den øverste Ekeblads sluss efter. De første, og eneste skulle det senere vise sig, der blev sluset igennem, var den svenske konge Adolf Fredrik og dronning Lovisa Ulrika.
Den sidste sluse og nederste, Elvius sluss, stod klar i 1755. Under en storm samme år rev store mængder tømmer sig løs fra savværk ved elven. Det hobede sig op ved dammen i Trollhättan, der til sidst brast under trykket. Efter ulykken skrinlagde man det videre arbejde med sluserne. Ulykken havde kostet mange menneskeliv, og der manglede kapital til at genoptage byggeriet.
Polhems slussled kan stadig ses i Trollhättan.
Gustaf Adolfs sluss ved Åkersström syd for Trolhättan tages i brug i 1778. Den var 54 meter lang, 10 meter bred og kunne sluse 2,5 meter. Nu manglede man bare at komme forbi faldene ved Trollhättan for at kunne besejle elven mellem Kattegat og Vänern.
Med dannelsen af Trollhätte Canal- och Slusswerksbolag i 1793 banes vejen for den første forbindelse over Trollhättefallen. Arbejdet begyndte året efter, og den 14. august 1800 kan slusen indvies. Med slusen i Trollhättan blev det muligt at sejle hele vejen fra Kattegat til Vänern uden at skulle laste om. Handel og fragt var nu regionens vigtigste indtægtskilder.
En anden vigtig bidragsyder til den økonomiske udvikling var de mange skibsværfter, der opstod ved havnene i elven. Der har været mere end 30 værfter og bådebyggerier langs elven i dens historie. De ældste spor af bådebyggeri går tilbage til den tidlige middelalder.
I løbet af 1800-tallet opstod flere by- og industrisamfund langs Göta älv, og regionen oplevede almen velstand. Med åbningen af Göta Kanal, der forbinder Vänern med Østersøen i 1832, blev Trollhättan et trafikalt knudepunkt. For at imødekomme kravene fra den stigende trafik og godsmængde indviede man nye sluser i 1844. Den svenske konge Oscar I's yacht, Esplendior, sejlede som den første igennem de nye kanaler.
Tømmer fra skovene langs Göta elv blev sendt med elven sydpå mod savværkerne, hvor det blev savet op, og med skib sendt videre fra Göteborg. Energien fra vandkraftværkerne gav billig elektricitet til industrien, der ekspanderede voldsomt. Fra midten af 1800-tallet industrialiseres regionen langs elven, og stadig flere virksomheder grundlægges.
Den 29. september 1950 blokerede et jordskred Göta älv. Skredet, der indtraf ved Surte, varede mindre end tre minutter og var 400 meter bredt og 600 m langt. Huse langs elven blev flyttet op til 150 meter. 500 mennesker blev hjemløse, men kun én person omkom.
Det nuværende slusesystem er fra den store ombygning af hele kanalsystemet, der blev gennemført i 1916. Kanalerne og sluserne er løbende blevet udvidet og moderniseret, så de kan opfylde kravene fra skibstrafikken. Kanalsystemet og sluserne i Trollhättan besøges hvert år af op imod 300.000 turister.

## Byerne
Fra Vänern til Kattegat løber Göta älv gennem flere byer. Deres opståen og vækst har været tæt forbundet med elven. Flere af byerne er opstået som bopladser i fortiden, mens andre er kommet til senere, eftersom man kunne benytte elven til transport og kilde til energi:
- Vänersborg

Vänersborg blev grundlagt i 1641. Byen kaldes ofte Lille Paris, og ligger ved Vänern, hvor Göta älv har sit udspring. Den nordligste sluse i Göta älv findes her. Den oprindelige sluse blev indviet i 1752. Den sidste duel i Sverige blev udkæmpet mellem to svenske officerer i Vänersborg i 1816. Poeten og forfatteren Birger Sjöberg er født i Vänersborg. Byen havde 22.669 indbyggere i 2004.
- Trollhättan

De største sluser langs elven finder man i Trollhättan. Byen har haft sluser fra 1800. Vandkraftværkerne i Trollhättan var med deres lette adgang til elektricitet en medvirkende årsag til byens industrielle vækst og økonomiske fremgang. Byens største arbejdspladser er Saab Automobile AB och Volvo Aero, der grundlagdes i 1930'erne, og tilsammen beskæftiger 10.000 medarbejdere. Byen havde 44.046 indbyggere i 2004.
- Lilla Edet

Navnet kommer fra det oldnordiske eidhar, der betyder en trang passage. Navnet er første gang dokumenteret i midten af 1500-tallet. Sveriges første sluse blev 1607 taget i brug i Lilla Edet. Byen kendes især fra fremstillingen af toilet- og køkkenruller. Lilla Edet havde 4.910 indbyggere i 2000.
- Lödöse

Lödöse er en af Sveriges ældste byer og regnes som Göteborgs forgænger. Fund viser, at byen allerede i 900-tallet var en vigtig handelsby med kontinentale kontakter. I 1100-tallet var man som havneby et af landets mest betydningsfulde bysamfund og slog selv mønt. I 2000 boede 1.227 mennesker i Lödöse.
- Ale

Området ved Göta älv i Ale kommune har været beboet i mere end 8.000 år. De første mennesker ernærede sig ved jagt og fiskeri. Fra vikingetiden har man bevaret Äskekärrsskeppet. Området er især kendt for sin historie med glasbrug og rebslageri. Alexander Samuelsson, der 1915 skabte Coca Cola-flasken, blev født i Surte i Ale kommune. I 2005 boede 26.288 mennesker i Ale kommune.
- Kungälv

Kungälv blev grundlagt af den norske konge Sigurd Jorsalfar i 1100 dér, hvor Göta älv deles af Hisingen. Kungälvs epoke som industriby tog sin begyndelse i 1875 med et glasværk. Siden har byen huset bl.a. Göteborgs kexfabrik. Swedish Match producerer snus ved Kungälv. Bohus fästning med rødder tilbage til 1308 ligger ved byen, der havde 20.454 indbyggere i 2000.
- Göteborg

Med 484.106 indbyggere i 2006 er Göteborg regionens største og mest betydningsfulde by ved elven. Den blev grundlagt 4. juni 1621 på foranledning af den svenske konge Gustav II Adolf. Byen voksede hurtigt og blev Sveriges port mod vest. Volvo, SKF, ESAB og Hasselblad AB er blandt de virksomheder, der har til huse i Göteborg.

## Broerne
Göta älv løber under 12 broer på sin vej fra Vänersborg mod Göteborg:
- Dalbobron, Vänersborg

Dalbobroen er en 17 meter høj klapbro. Broklappen er 49,5 meter lang og 17,3 meter bred. Broen blev indviet i 1963 og var en overgang Europas længste bro.
- Järnvägsbron, Vänersborg

Broen er en jernbanebro, der er bygget i stål 1916-1917, og har en frihøjde på 2 meter. Broklappen er 30 meter lang.
- Gropbron, Vänersborg,

Gropbron har en frihøjde på 4 meter og spænder 30 meter. Broen åbnes med to broklapper. Den har været i brug siden 1965 som erstatning for den ældre Gropbron, der var en svingbro fra 1912.
- Stallbackabron, Trollhättan

Broen er 1.400 meter lang, og har en frihøjde på 28 meter. Byggeriet påbegyndtes i januar 1979, og broen kunne tages i brug 1981. Göta Älv er næsten 500 meter bred ved Stallbackabron.
- Järnvägsbron, Trollhättan

Broen er en hævebro med en frihøjde på 2,8 meter. Brospandet er 30 meter. Den blev indviet 9. november 2001 som erstatning for den tidligere bro samme sted. Järnvägsbron er Sveriges eneste hævebro, og består af fire, 40 meter høje løftetårne i beton, der kan hæve broen op til 27 meter. Broen er bygget i Holland.
- Klaffbron, Trollhättan

Broen er en vejbro med en frihøjde på 3,5 meter. Den spænder 30 meter og åbnes med fire klappe. Den erstattede i løbet af 1958 og 1959 en tidligere klapbro på samme sted.
- Lilla Edet bron, Lilla Edet

En klapbro med en frihøjde på 10 meter. Broen er bygget i beton med to broklapper, der spænder 26 meter. Den blev bygget mellem 1923 og 1926.
- Jordfallsbron, Bohus

Broen er 700 meter lang med en frihøjde på 11 meter. De to broklappe har et spænd på tilsammen 40 meter. Broen blev taget i brug i 1966.
- Angeredsbron, Göteborg

Angeredsbron er en 47 meter høj og 930 meter lang fast vejbro, der forbinder Hisings Kärra og Gårdsten i Göteborg. Broen blev indviet i 1978.
- Marieholmsbron, Göteborg

Marieholmsbron er en jernbanebro mellem Hisingen og Göteborg. Den første bro blev bygget i 1908 i stål som en svingbro, og var i brug indtil 1996, hvor den nuværende svingbro i beton blev indviet. Broen er 907 meter lang og har en frihøjde på 7 meter.
- Göta älvbron, Göteborg

Göta Älvbron der blev indviet i 1939, er en 6-spors klapbro over Göta älv, som forbinder Hisingen med fastlandets Göteborg. Broen trafikeres af motorkøretøjer og sporvogne samt cyklister og gående. Den er 950 meter lang, og har en frihøjde på 19,5 m.
- Älvsborgsbron, Göteborg

I 1966 kunne den daværende svenske kommunikationsminister Olof Palme indvi Älvsborgsbron, der er en 933 meter lang 6-spors hængebro med et frispænd på 418 meter. Broen forbinder Hisingen og det centrale Göteborg. Pylonerne er 107 m høje, og broen har en frihøjde på 45 meter.

## Havnene
Trafikken på Göta älv er både gennemgående og lokal. Langs elven findes derfor flere havne. Fra Vänern mod Kattegat er de:
- Vänersborg i Vänersborg kommune
- Vargön i Vänersborg kommune
- Trollhättan i Trollhättan kommune
- Göta i Lilla Edet kommune
- Lödöse i Lilla Edet kommune
- Nol i Ale kommune
- Bohus i Ale kommune
- Surte i Ale kommune
- Göteborg i Göteborg kommune

Göta älv er et yndet område blandt fritidssejlere og trafikeres i sommersæsonen fra maj til september af flere tusinde fritidsbåde. Havnene benyttes flittigt af turister til proviantering og overnatning.

## Sluserne
Göta älv falder 44 meter på sin vej fra fra Vänern til Kattegat. For at sikre en uhindret skibsfart udjævnes højdeforskellen ved hjælp af kanaler og 6 sluser. Til hver slusning kræves mellem 8.000 og 12.000 m3 vand. Man finder sluserne ved:
- Brinkebergskulle sluss ved Vänersborg

Tessins sluss og kanalen Karls grav, som den kaldes efter Kong Karl IX, der havde startet projektet i sin regeringstid, blev bygget som Sveriges anden sluse, og var i brug fra 1752. Den gjorde det muligt at sejle fra Vänern ind i Göta älv. I 1777 blev den erstattet af Gustafs slussar, der kunne tage større skibe. Den nuværende sluse er fra ombygningen i 1916. Slusehøjden er seks meter.
- Trollhättan slussar

Systemet består af fire sluser, hvor man sluses i alt 32 meter. De tre nederste sluser danner en trappe til et bassin, hvor skibene kan ankre op. Herfra sluses man videre. De første sluser var i brug fra 1800. Mellem 1838 og 1844 blev der anlagt en ny kanal rundt om Trollhättan. Den var i brug, indtil den nuværende sluse blev indviet i 1916.
- Lilla Edet sluss

Sveriges første sluse blev bygget ved Lilla Edet. Den blev opført mellem 1604 og 1607 og var i brug fra 1607. slusen blev udvidet og ombygget fra 1639 til 1642 og igen mellem 1782 og 1784. Den nuværende sluse er fra ombygningen i 1916. Slusehøjden er 6 meter.
I 1974 gjorde man sejlrenderne i elven dybere, så den nu kan holdes farbar om vinteren med isbryder. Elven er løbende blevet forstærket langs bredden ved bl.a. opfyldning med sand og sten.
Den 29. marts 1968 kunne man efter syv års arbejde indvi Tingstadstunneln, der går under Göta älv, og med to 3-spors motorvejsrør forbinder Hisingen med det øvrige Göteborg. Tunnellen ligger mellem jernbanebroen Marieholmsbron, der i 1996 erstattede den oprindelige bro fra 1908, og vejbroen Göta älvbron fra 1939.

## Nogle nøgletal
Højeste tilladte hastighed på elven er 10 knob. Sluserne har kapacitet til at sluse skibe, der ikke overskrider:
- Skibslængde: 87,0 m
- Skibsbredde: 12,6 m
- Dybdegang: 4,7 m
- Mastehøjde: 27 m

## Eksterne henvisning
- Wikimedia Commons har flere filer relateret til Göta älv
- Sverigeporten
- Västsverige
- Vänerns sjötrafikområde Arkiveret 2. oktober 2006 hos  Wayback Machine
- Skredriskanalys i Göta älvdalen (pdf.)
- Svenska Fyrsällskapet: Blänket (pdf.)
- Göta älvs dalgång (pdf.) (Webside ikke længere tilgængelig)

58°3′25″N 12°7′40″Ø / 58.05694°N 12.12778°Ø
|  | Infoboks uden skabelon Denne artikel har en infoboks dannet af en tabel eller tilsvarende. |